# Wenche Halvorsen Stensrud
Pour les articles homonymes, voir Halvorsen.
Wenche Halvorsen Stensrud est une ancienne handballeuse internationale norvégienne. 
Avec l'équipe de Norvège, elle participe notamment au championnat du monde 1982 en Hongrie.

## Palmarès
championnats du monde
- 7e place au championnat du monde 1982